# Puck pinnata
Puck pinnata är en fiskart som beskrevs av Pietsch, 1978. Puck pinnata ingår som enda art i släktet Puck och familjen Oneirodidae. Inga underarter finns listade i Catalogue of Life.